# 埃德紹加內峰
埃德紹加內峰（英語：Eidshaugane Peaks）是南極洲的山峰，位於毛德皇后地的阿斯特里德公主海岸，屬於洪堡山脈的一部分，處於埃德斯加弗倫崖以北2公里，由德國探險隊發現和拍攝照片，現時由南極條約體系管理。